# Hans Singer (Chemiker)
Hans Singer (* 17. Dezember 1921 in Berlin; † 6. Juli 1979) war ein deutscher Chemiker, Widerstandskämpfer gegen den Nationalsozialismus und Funktionär in der DDR.

## Leben
Singer wurde als Sohn des späteren Intendanten der Städtischen Oper Berlin, Kurt Singer, geboren. 1933 emigrierte er mit seiner Mutter in die Schweiz. Dort schloss er sein Chemiestudium an der ETH Zürich ab. 1942 war er Mitglied und zeitweilig auch Sekretär der Bewegung Freies Deutschland in der Schweiz. Aufgrund seiner politischen Betätigung verbrachte Singer in der Schweiz eineinhalb Jahre in Haft. 
Nach Kriegsende 1945 kehrte er nach Deutschland zurück und wurde Mitglied der KPD. 1948 siedelte er in die Sowjetische Besatzungszone über, wo er sich der SED anschloss. Er war Ordinarius für Technologie der Elaste der Sektion Chemie an der  Technischen Hochschule Leuna-Merseburg. Von 1967 bis 1969 war er Vorsitzender der Chemischen Gesellschaft der DDR. 1969 wurde er zum Generaldirektor des Chemie-Kombinats Buna-Werke ernannt.
Hans Singer war mit der Malerin Vera Singer verheiratet, die ebenfalls in der Emigration in der Schweiz war.